# Co・no・mi・chi
「co・no・mi・chi」（コノミチ）は、 Buono!の通算6枚目のシングル。2009年1月21日発売。発売元はポニーキャニオン。

## 概要
- 初回限定盤はCD＋DVD（ジャケット撮影メイキング）、通常盤はCDのみである。また、初回限定盤と初回生産分の通常盤には、イベント参加抽選シリアルナンバーカードとBuono!オリジナルトレーディングカードが封入されている。
- Buono!の楽曲の作曲をつんく♂が手掛けたのは今作が初めてである。
- センターは嗣永桃子。
- カップリングの「無敵の∞Power」の作曲を手掛けたオオヤギヒロオは、主にジャニーズ所属のアーティストの作品を手掛けている作曲家であり、ハロー!プロジェクト所属のアーティストへ楽曲提供したのは、今作が初めてである。
- 振付は西田一生（西田プロジェクト）が担当。

## 収録曲
1. co・no・mi・chi
（作詞：三浦徳子、作曲：つんく♂[3]、編曲：AKIRASTAR・中山信彦）
『しゅごキャラ!!どきっ』エンディングテーマ（2009年2月 - 3月）
2. 無敵の∞Power
（作詞：川上夏季、作曲：オオヤギヒロオ、編曲：木之下慶行）
3. co・no・mi・chi (Instrumental)
4. 無敵の∞Power (Instrumental)